# 圆翅青藤
圆翅青藤（学名：Illigera rhodantha var. orbiculata）为莲叶桐科青藤属下的一个变种。

## 形态特征
果小，直径4-5厘米，翅为圆形。

## 分布范围
产自广东高州